# Туркменбаші (станція)
40°00′14″ пн. ш. 52°59′41″ сх. д. / 40.0039° пн. ш. 52.9947° сх. д.
Туркменбаші (туркм. Türkmenbaşy şäheriniň demirýol menzili) — пасажирська залізнична станція у місті Туркменбаші. 
Станція була побудована у 1895 році.
У 1880 від затоки Михайлівської біля міста Красноводська (на сьогодення — Туркменбаші) починається будівництво Закаспійської залізниці
. 
Вокзал Красноводська (на сьогодення — Туркменбаші) в мавританському стилі був побудований в 1895-96 роках. 
Архітектор — Олексій Леонтійович Бенуа, який працював у Красноводську. 
Будівля вокзалу — одна з найкрасивіших по всій залізниці Середньої Азії. 

Зі станції Туркменбаші щодня курсує поїзд № 605/606 до Ашгабату